# Kings Point (Montana)
Kings Point – jednostka osadnicza w Stanach Zjednoczonych, w stanie Montana, w hrabstwie Lake.